# Žarko Milenić
Žarko Milenić (Brčko, 1961.), bosanskohercegovački je književnik, prevoditelj, novinar te književni i kazališni kritičar hrvatskog podrijetla. 

## Životopis
Rođen je 1961. u Brčkom gdje je završio osnovnu i glazbenu školu, te gimnaziju. Kao gimnazijalac 1976. napisao prvu priču. Prvu priču objavljuje 1980. godine u časopisu "Zmaj" iz Beograda. Učlanjuje se 1981. godine u Književnom klubu Pablo Neruda u Brčkom u kome će biti tajnik od 1986. do 1988. Diplomirao je  1987. godine u Višoj ekonomskoj školi u Beogradu. Od 1988. do polovine 1997. godine živio u Bizovcu i Osijeku. Radio kao trgovac, fizički radnik i slobodni novinar.
Od polovine 1997. do kraja 1998. godine živio u Brčkom, da bi od početka 1999. do listopada 2006. živio u Rijeci. Radio kao slobodni novinar, prevoditelj i književnik. Bio je izvršni urednik časopisa "Književna Rijeka" pri Društvu hrvatskih književnika – ogranak u Rijeci gdje je radio i kao tajnik i urednik prevedenih knjiga. Godine 2002. osniva Udrugu građana Orion koja se bavi izdavanjem knjiga i gdje djeluje kao urednik i predsjednik.
Od listopada 2006. živi u Brčkom. U Književnom klubu Brčko distrikta BiH je isprva tajnik i urednik časopisa "Riječ", elektronskog SF časopisa "Orion" i njihovih knjiga a potom i predsjednik do 2016. Godine 2017. osniva Književni klub P. N. Brčko distrikt BiH. Sljedeće godine je magistrirao rusku i komparativnu književnosti u Nacionalnom istraživačkom sveučilištu u Moskvi i upisao se iste godine na doktorski studij iz ruske književnosti u istom sveučilištu.
Nagrađivan je za svoj književni i prevodilački rad u Bosni i Hercegovini, Hrvatskoj, Sjevernoj Makedoniji, Iraku i Kini. Sudjelovao je na književnim, prevodilačkim, kazališnim i znanstvenim manifestacijama u Hrvatskoj, Bosni i Hercegovini, Srbiji, Crnoj Gori, Sjevernoj Makedoniji, Bugarskoj, Rusiji, Kini, Armeniji i Iraku. Boravio kao pisac u rezidenciji 2012. u Šangaju, a 2013. u Velenju i Splitu te 2016. u Ližnjanu kod Pule. 
S engleskog je preveo djela Henryja Jamesa, Olivera Goldsmithaa, J. M. Barrieja. S ruskog je preveo djela Lava Tolstoja, Antona Čehova i Leonida Andrejeva. Prevodi i s makedonskog, bugarskog, slovenskog i ukrajinskog jezika. Glavni je urednik časopisa za kazalište, književnost i kulturu, "Susreti" iz Brčkog, te urednik Biltena festivala Susreta kazališta u Brčkom. 
Živi u Brčkom i Moskvi.

## Djela
- Pojela ih kiša (Zagreb, 1995)
- Preludij (Zagreb, 1997)
- Velika Kola/Big Dipper (Rijeka, 2000)
- Adela (Zagreb, 2001)
- Sve moje udovice (Zagreb, 2001)
- Od škole do kuće (Rijeka, 2001)
- Ubojstvo za pisaćim stolom (Zagreb, 2002)
- Udvoje (Rijeka, 2003)
- Roman našega doba (Rijeka, 2003)
- Leon, čarobnjakov učenik (Rijeka, 2004)
- Zmija s istoka (Rijeka, 2004)
- Vrijeme velikog posta (Rijeka, 2005)
- Raskrinkani bogovi (Rijeka, 2005)
- Društvo čarobnjaka i vještica (Rijeka, 2005)
- Mrtvi kanal (Rijeka, 2005)
- Uljezi (Zagreb, 2005)
- Uskraćeni (Zadar, 2007)
- Roman našega podneblja (Rijeka. 2007)
- Mačka (Rijeka, 2007)
- Ponavljači (Rijeka, 2007)
- Premijera (Zagreb, 2008)
- Majka kamena (Osijek, 2009)
- Igre i ocjene (Brčko, 2010)
- Zaslužni građanin (Rijeka, 2013)
- Dodiri (Brčko, 2013)
- Antador, Leonov učitelj (Rijeka, 2015)
- Stara djeca (Brčko, 2017)
- Čuvari mačaka (Sarajevo, 2017)

### Pod pseudonimom J. Milen
- Leon, čarobnjakov učenik (Rijeka, 2004)
- Društvo čarobnjaka i vještica (Rijeka, 2005)
- Traži se Mister Maurice (Rijeka, 2005)
- Leon u Staklenoj Gori (Rijeka, 2006)
- Vidilac s Gale (Zagreb, 2008)
- Moje vjenčanje, (Zagreb, 2019)

## Vanjske poveznice
- Blanka Pašagić  Arhivirana inačica izvorne stranice od 9. lipnja 2007. (Wayback Machine) Knjige za djecu
- http://milenic.chez.com